# Staatsmeisterschaft von Rondônia
Die Staatsmeisterschaft von Rondônia ist die Fußballmeisterschaft des Bundesstaates Rondônia (portugiesisch: Campeonato Rondoniense de Futebol) in Brasilien. Sie wird seit 1945 – mit Unterbrechung 1988 und 1990 – jährlich ausgetragen und vom Landesverband der Federação de Futebol do Estado Rondônia (FFER) organisiert.
Bis 1990 ist der Fußball in Rondônia auf Amateurniveau betrieben wurden. Rekordmeister ist der Ferroviário Atlético Clube aus der Landeshauptstadt Porto Velho mit 17 Titeln.

## Sieger
| Rekordmeister: Ferroviário AC | 0 | 17 Titel | Ferroviário AC (Porto Velho) |
| Rekordmeister: Ferroviário AC | 0 | 10 Titel | CR Flamengo (Porto Velho) Moto EC (Porto Velho) |
| Rekordmeister: Ferroviário AC | 0 | 09 Titel | Ji-Paraná FC |
| Rekordmeister: Ferroviário AC | 0 | 05 Titel | Vilhena EC Ypiranga EC (Porto Velho) Porto Velho EC (Porto Velho) |
| Rekordmeister: Ferroviário AC | 0 | 03 Titel | SC Ulbra Ji-Paraná Real Ariquemes EC |
| Rekordmeister: Ferroviário AC | 0 | 02 Titel | SE Ariquemes SE União Cacoalense (Cacoal) |
| Rekordmeister: Ferroviário AC | 0 | 01 Titel | São Domingos EC (Porto Velho) Botafogo FC (Porto Velho) Guajará EC (Guajará-Mirim) CF Amazônia (Porto Velho) EC Espigão (Espigão d’Oeste) SC Genus de Porto Velho Rondoniense SC (Porto Velho) Vilhenense EC (Vilhena) |

## Meisterschaftshistorie
| Meister 2025: Porto Velho EC | 0 | - 2025 Porto Velho EC - 2024 Porto Velho EC - 2023 Porto Velho EC - 2022 Real Ariquemes EC - 2021 Porto Velho EC - 2020 Porto Velho EC - 2019 Vilhenense EC - 2018 Real Ariquemes EC - 2017 Real Ariquemes EC - 2016 Rondoniense SC - 2015 SC Genus de Porto Velho - 2014 Vilhena EC - 2013 Vilhena EC - 2012 Ji-Paraná FC - 2011 EC Espigão - 2010 Vilhena EC - 2009 Vilhena EC - 2008 SC Ulbra Ji-Paraná - 2007 SC Ulbra Ji-Paraná - 2006 SC Ulbra Ji-Paraná - 2005 Vilhena EC - 2004 SE União Cacoalense - 2003 SE União Cacoalense - 2002 CF Amazônia - 2001 Ji-Paraná FC - 2000 Guajará EC - 1999 Ji-Paraná FC - 1998 Ji-Paraná FC - 1997 Ji-Paraná FC - 1996 Ji-Paraná FC - 1995 Ji-Paraná FC - 1994 SE Ariquemes - 1993 SE Ariquemes - 1992 Ji-Paraná FC - 1991 Ji-Paraná FC 0Beginn der Profiära - 1990 Meisterschaft nicht ausgetragen - 1989 Ferroviário AC - 1988 Meisterschaft nicht ausgetragen - 1987 Ferroviário AC - 1986 Ferroviário AC - 1985 CR Flamengo - 1984 Ypiranga EC - 1983 CR Flamengo - 1982 CR Flamengo - 1981 Moto EC - 1980 Moto EC - 1979 Ferroviário AC - 1978 Ferroviário AC - 1977 Moto EC - 1976 Moto EC - 1975 Moto EC - 1974 Botafogo FC - 1973 São Domingos EC - 1972 Moto EC - 1971 Moto EC - 1970 Ferroviário AC - 1969 Moto EC - 1968 Moto EC - 1967 CR Flamengo - 1966 CR Flamengo - 1965 CR Flamengo - 1964 Ypiranga EC - 1963 Ferroviário AC - 1962 CR Flamengo - 1961 CR Flamengo - 1960 CR Flamengo - 1959 Ypiranga EC - 1958 Ferroviário AC - 1957 Ferroviário AC - 1956 CR Flamengo - 1955 Ferroviário AC - 1954 Moto EC - 1953 Ypiranga EC - 1952 Ferroviário AC - 1951 Ferroviário AC - 1950 Ferroviário AC - 1949 Ferroviário AC - 1948 Ferroviário AC - 1947 Ferroviário AC - 1946 Ferroviário AC - 1945 Ypiranga EC |